# Чорноріченська сільська рада (Оренбурзький район)
Чорнорі́ченська сільська рада (рос. Чёрнореченский сельский совет) — сільське поселення у складі Оренбурзького району Оренбурзької області Росії.
Адміністративний центр та єдиний населений пункт — село Чорноріч'є.

## Населення
Населення — 1660 осіб (2019; 1443 в 2010, 1317 у 2002).